# WaterLoo Pub
WaterLoo Pub, tidigare benämnd Puutorin Vessa ("Trätorgets toalett"), är en engelsk pub i Åbo i Finland.
WaterLoo Pub ligger i en rund byggnad på Trätorget, Denna utnyttjades tidigare som offentlig toalett, därav ordvitsen.
Byggnaden ritades av Totti Sora och uppfördes 1933 som ett servicehus för den busstation som inrättades på Trätorget. Den användes som offentlig toalett fram till 1986.
Efter det att långdistanstrafiken flyttat till den nya Åbo busstation, gjorde Markku Heikkilä och Kaija Väisänen om den till en restaurang, vilken drevs under namnet "Puutorin Vessa". Restaurangen öppnade i juni 1997 och drevs av Markku Heikkilä fram till 2007, och därefter av krögaren Lasse Laaksonen. Företaget gick i konkurs 2014, varefter den togs över av Tim Glogan, som öppnade den som WaterLoo Pub.